# Rosenstein-Gymnasium Heubach
Das Rosenstein-Gymnasium ist das einzige Gymnasium in Heubach und wurde nach dem nahe gelegenen Berg Rosenstein benannt. Etwa 60 Lehrer unterrichten dort 600 Schüler und Schülerinnen.
Die Schule nimmt am Comenius-Projekt teil und kooperiert dabei mit Schulen in Avignon (Frankreich) und Ptuj (Slowenien). Die Schule arbeitet teilweise mit der Pädagogischen Hochschule Schwäbisch Gmünd, wo Schüler naturwissenschaftliche Versuche durchführen können, Praktika absolvieren und Scheine erwerben können.

## Einzugsgebiet
Zum Einzugsgebiet der Schule gehören die Stadt Heubach mit ihren Ortsteilen Lautern und Buch, die Gemeinden der Verwaltungsgemeinschaft Rosenstein (Böbingen, Mögglingen, Heuchlingen, Bartholomä), der Essinger Ortsteil Lauterburg und der nahe Heubach gelegene Stadtteil Bargau der Stadt Schwäbisch Gmünd.

## Organisation
Erste Fremdsprache ist Englisch, als zweite folgt entweder Französisch oder Latein. In Klasse acht kann dann zwischen einem naturwissenschaftlichen und einem sprachlichen Weg wählen. Für die Schüler des sprachlichen Wegs ist Spanisch die dritte Fremdsprache.
Seit dem Schuljahr 2011/2012 und seit Fertigstellung der neuen Mensa ist das Rosenstein-Gymnasium eine Ganztagesschule der offenen Form. Außerdem nimmt die Schule am Wettbewerb Jugend debattiert teil.

## Projekt „Jugend schreibt“
Einige Schüler des Rosenstein-Gymnasiums nehmen am Projektes Jugend schreibt der Frankfurter Allgemeinen Zeitung teil. Die Schule gehört zu den erfolgreichsten teilnehmenden Schulen. Der betreuende Lehrer dieser Arbeitsgemeinschaft wurde mit dem Deutschen Lehrerpreis ausgezeichnet.

## Schulverein
Der Schulverein SaRose (Schulverein am Rosenstein-Gymnasium) organisiert zahlreiche Veranstaltungen. Im Jahr 2009 veranstaltete der Schulverein den Schreibwettbewerb Lokale Fiktionen, bei dem sich Schüler aller weiterführenden Schulen des Ostalbkreises beteiligen konnten. Einige Kurzgeschichten sind gesammelt als Buch erschienen.

## Schüleraustauschprogramme
Partnerschulen des Rosenstein-Gymnasium sind
- das Instituto Marti y Franques Tarragona,
- das Collège/Lycée Stendhal in Grenoble,
- das Collège Victor Prouvé in Laxou,
- das Anadolu Ögretmen Lisesi in Edirne – gefördert von der Robert Bosch Stiftung,
- das Gymnasium Jovan Jovanović Zmaj in Novi Sad.